# Aubry-du-Hainaut
Aubry-du-Hainaut è un comune francese di 1 481 abitanti situato nel dipartimento del Nord nella regione dell'Alta Francia.

## Società

### Evoluzione demografica
Abitanti censiti